# Glosemática
La glosemática es la teoría lingüística elaborada por el lingüista danés Louis Hjelmslev que tiene por objeto explicitar las intuiciones profundas de Ferdinand de Saussure. Es una teoría formalista que no implica una negativa a considerar el contenido, sino que pretende dar una descripción formal a los hechos de significación. La glosemática atribuye, por tanto, un papel central a la forma, depurada de toda realidad semántica o fónica, y relega a un segundo plano la función, sobre todo el papel que el lenguaje representa en la comunicación, pues esta está ligada a la sustancia.
Hjelmslev parte de dos ideas saussureanas que se unen en la teoría del signo: el lenguaje no es sustancia sino forma; toda lengua es, a la vez, expresión y contenido. Sin embargo, quiere ir más lejos que Saussure en lo que se refiere a la oposición entre la forma y la sustancia, puesto que las unidades lingüísticas deben existir independientemente de la realidad del sonido y del sentido para que puedan proyectarse sobre esa realidad.
Para ello, Hjelmslev rechaza a estos efectos el principio de oposición y desarrolla al máximo otra concepción saussureana, según la cual la unidad, puramente negativa y racional, no puede definirse en sí misma sino únicamente por las relaciones que la unen a las demás unidades de la lengua.
Así pues, si la lengua es forma y no sustancia, lo es porque sus unidades deben definirse por las reglas según las cuales pueden combinarse. Los símbolos de un sistema lo son en tanto son distintos unos de otros y están relacionados entre sí por leyes de funcionamiento explícitas, haciendo abstracción simultánea de su significación y de su manifestación perceptible.
Hjelmslev distingue entonces tres niveles donde Saussure solo veía dos: 
— a la sustancia saussureana (la realidad semántica o fónica, independientemente de la lengua), la llama materia. 
— a la forma saussureana (subdivisión, configuración, basada en el principio de oposición), la llama sustancia.
— y, en tercer lugar, adopta el término forma para la red relacional que define las unidades, esto es, las relaciones que unen a una unidad con otras.
La relación entre estos tres niveles (materia, sustancia y forma) se realiza mediante la noción de manifestación: la sustancia es la manifestación de la forma en la materia.
Al reinterpretar el principio saussureano de que la lengua es forma y no sustancia, Hjelmslev reinterpreta también la afirmación de que las lenguas se caracterizan a la vez en el plano de la expresión y en el del contenido. Se ve obligado a ello cuando advierte que, si se abstraen las subdivisiones que correlacionan las expresiones con los contenidos para considerar solo las relaciones combinatorias entre unidades, entonces la forma de la expresión y la forma del contenido vendrían a ser la misma, pues las relaciones combinatorias que relacionan los signos vinculan tanto sus significaciones como sus realizaciones fónicas. Consecuentemente, habría que renunciar a tal distinción.
Para salvaguardarla, Hjelmslev, apoyado en el método fonológico de conmutación, abandona la idea de que el signo es la unidad lingüística fundamental afirmando que los dos planos no son acordes, en el sentido de que entre las leyes combinatorias que conciernen a los fonemas y las que conciernen a los semas no puede establecerse correspondencia.
En consecuencia, la materia, la sustancia y la forma se desdoblan tanto en el plano de la expresión como en el del contenido, lo cual implica la existencia de seis niveles lingüísticos fundamentales.
Hjelmslev crea una terminología particular: el elemento lingüístico revelado por la conmutación, pero definido formalmente, se llama glosema; los glosemas de la expresión (correspondientes a los fonemas) se llaman cenemas; los del contenido (comparables a los semas) son pleremas.
- Datos: Q1532200